# Forever Your Girl
Forever Your Girl – debiutancki album piosenkarki Pauli Abdul, wydany przez wytwórnię Virgin 13 czerwca 1988 roku.
Po 64 tygodniach od ukazania się na rynku, płyta doszła do pierwszego miejsca Billboard 200, i jest to najdłuższy czas wspinania się na szczyt tego zestawienia. Album zawiera cztery piosenki, które zdobyły pierwsze miejsce listy Billboard Hot 100: „Straight Up”, „Forever Your Girl”, „Cold Hearted” i „Opposites Attract”. Te osiągnięcia pozwoliły na wyrównanie drugiego miejsca w historii listy w kategorii największej ilości singli z jednego albumu, które doszły do szczytu zestawienia. Jednocześnie, Forever Your Girl jest ex aequo na miejscu pierwszym, jeżeli ograniczyć tę kategorię do albumów debiutanckich. Pozostałe single, „(It's Just) The Way That You Love Me” i „Knocked Out” zajęły odpowiednio trzecie i czterdzieste pierwsze miejsce. 
Album zdobył także miejsce czwarte na liście najlepiej sprzedających się albumów R&B w Stanach Zjednoczonych, zaś single „Straight Up”, „Opposites Attract”, „Knocked Out”, i „(It's Just) The Way That You Love Me” doszły do pierwszej dziesiątki listy singli.
Popularność płyty wzrosła po wydaniu singla „Straight Up”, wcześniejsze single zdobyły niewielką popularność, głównie w środowiskach R&B. 7 października 1989 roku Forever Your Girl był najlepiej sprzedającym się albumem tygodnia w Stanach Zjednoczonych. Wraz z sukcesem ostatniego singla, „Opposites Attract”, ponownie zajął miejsce pierwsze, utrzymując się na nim dziewięć tygodni z rzędu. Album był na tyle popularny, że pewnego dnia sprzedano 191 tysięcy jego egzemplarzy.
Abdul jest współautorką piosenki „One or the Other”.

## Lista utworów
1. „The Way That You Love Me” – 5:22
2. „Knocked Out” – 3:52
3. „Opposites Attract” – 4:24
4. „State of Attraction” – 4:07
5. „I Need You” – 5:01
6. „Forever Your Girl” – 4:58
7. „Straight Up” – 4:11
8. „Next to You” – 4:26
9. „Cold Hearted” – 3:51
10. „One or the Other” – 4:10

## Certyfikaty i sprzedaż
| Kraj                       | Certyfikat         | Sprzedaż   |
| -------------------------- | ------------------ | ---------- |
| Australia (ARIA)           | platynowa płyta    | 70 000+    |
| Hong Kong (IFPI Hong Kong) | złota płyta        | 10 000+    |
| Kanada (MC)                | 7x platynowa płyta | 700 000+   |
| Nowa Zelandia (RMNZ)       | platynowa płyta    | 15 000+    |
| Stany Zjednoczone (RIAA)   | 7x platynowa płyta | 7 000 000+ |
| Szwajcaria (IFPI Schweiz)  | złota płyta        | 25 000+    |
| Szwecja (GLF)              | złota płyta        | 50 000+    |
| Wielka Brytania (BPI)      | platynowa płyta    | 300 000+   |